# Zăvoaia
Zăvoaia – wieś w Rumunii, w okręgu Braiła, w gminie Zăvoaia. W 2011 roku liczyła 2338 mieszkańców.